# Dyvelstens flottningsmuseum

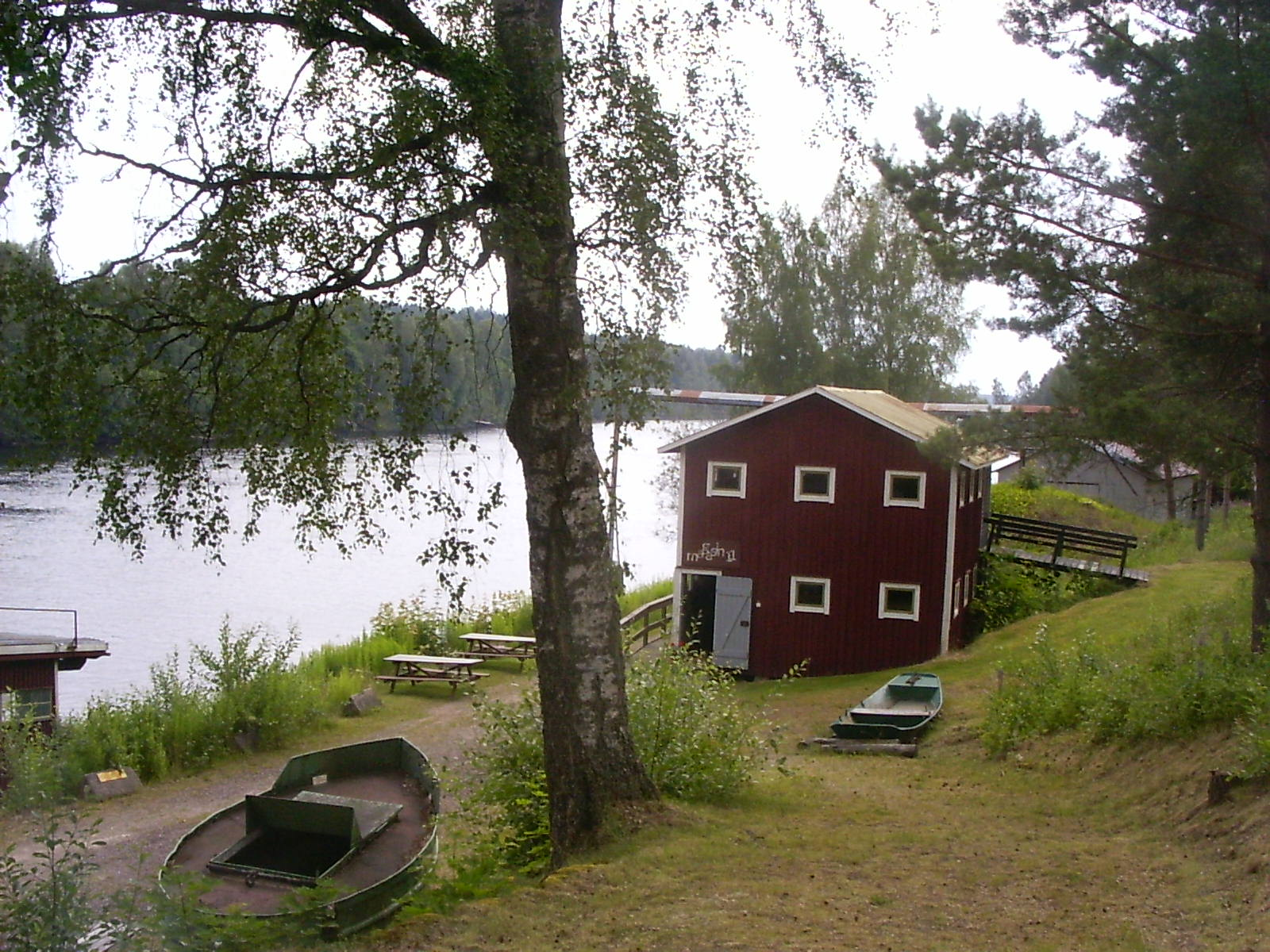
Dyvelstens flottningsmuseum

Dyvelstens flottningsmuseum i Dyvelsten, Forshaga kommun är ett levande arbetslivsmuseum i en bevarad autentisk industrimiljö mellan Klarälvens västra strand och Riksväg 62. Här i älven fanns tidigare Löveds skiljeställe, där timret sorterades efter ägare och i olika kvaliteter för att sedan buntas inför bogsering. I museets samling finns flera bogserbåtar, bland annat Lusten 8 med en Seffle tändkulemotor. Två flottarkojor ingår också i museet. Den ena används som kafé medan den andra är helt ursprunglig.
Hösten 2015 fattade Värmlands Museum ett gemensamt beslut tillsammans med Forshaga kommun, om att temporärt stänga Dyvelstens Flottningsmuseum fram till år
2021. Detta på grund av det trängda ekonomiska läget som både museet och kommunen befann sig i. Forshaga kommun äger fastigheten och har gett ett årligt driftsbidrag till verksamheten. Värmlands Museum har drivit verksamheten under sommarsäsong sedan 1997.